# Colonia María Auxiliadora
La Colonia María Auxiliadora es una colonia fundada en el municipio de Comondú, B.C.S. por un grupo de colonos vinculados a la Unión Nacional Sinarquista (UNS), para establecer un asentamiento que viviera conforme a sus convicciones de carácter social y político. La colonia María Auxiliadora se estableció en la ranchería y pozo de agua ganadero, conocida como Plan de Caballos en el año de 1942, considerando el 24 de mayo la fecha de fundación y fiesta de la patrona del pueblo. Inició las labores agrícolas en lo que hoy es el valle de santo Domingo. Está ubicada a 50 kilómetros de Ciudad Constitución, cabecera municipal de Comondú, en las inmediaciones de la Bahía Magdalena.
Los miembros de la UNS decidieron formar una colonia en Baja California inspirada en la Doctrina Social de la Iglesia Católica y las ideas nacionalistas y tradicionalistas  del sinarquismo.

## Historia
Manuel Ávila Camacho, el presidente que impulsó una política de reconciliación nacional, jugó un papel clave en la aventura en María Auxiliadora, pues facilitó los permisos y el transporte de materiales, aunque incumplió su promesa de hacerse cargo del transporte de las personas. Las razones de Ávila Camacho para apoyar el proyecto, sin embargo, obedecían a su propio interés en limitar el activismo del entonces jefe nacional de la UNS, Salvador Abascal Infante.
Abascal se había distinguido como líder de la UNS por ser un líder carismático, capaz de movilizar grandes grupos de campesinos y obreros con una retórica encendida, cuajada de metáforas religiosas y que aspiraba a lograr una reconstrucción radical de la sociedad mexicana. Esta capacidad lo había convertido frecuentemente en enemigo de algunas de las más importantes políticas impulsadas por Lázaro Cárdenas, especialmente las que éste siguió en materia agraria y educativa. Abascal es también reconocido por haber sido director y accionista del sello editorial Jus, el cual tuvo un gran renombre en México durante los años cuarenta y cincuenta. Abascal cedió en propiedad sus acciones a los trabajadores de la editorial.

### Intrigas y planes

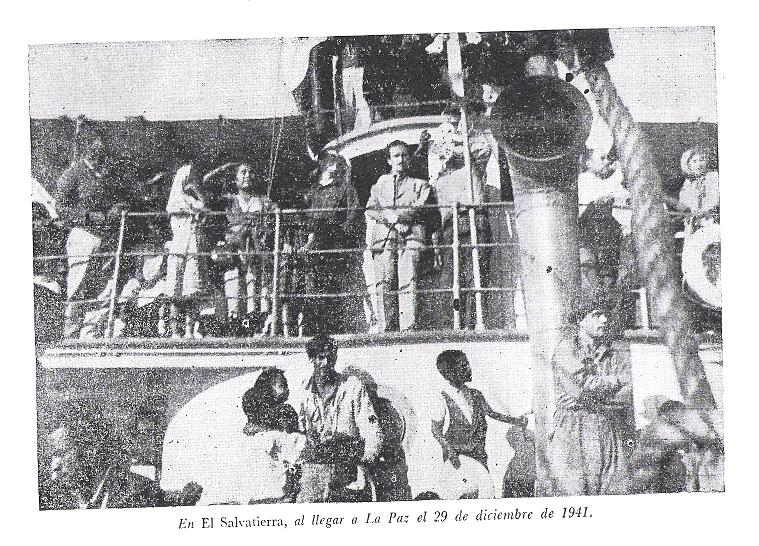
Llegada de colonos sinarquistas.

La decisión de Ávila Camacho de apoyar el proyecto servía en un sentido a su política de reconciliación nacional, que le llevó a permitir el regreso a México de personajes que habían pasado varios años en el exilio como José Vasconcelos o Plutarco Elías Calles.
Ávila Camacho no estaba solo. Dentro de la UNS y en la cúpula de la jerarquía católica mexicana había también interés en reducir el perfil de Abascal, quien era percibido como demasiado radical.
El proyecto original de la colonia hablaba de la posibilidad de llevar entre 40 mil y 50 mil personas a Baja California. Sin embargo, el sinarquismo logró al final convencer solo a 85 familias que no lograron resistir las difíciles condiciones impuestas por el clima ni la disciplina que la jerarquía sinarquista trató de imponer a los colonos.
Abascal elaboró un prontuario con 27 reglas que incluían desde el saludo cotidiano hasta la vestimenta de las mujeres, la educación de los hijos y la de prohibir a los colonos consumir o comercializar por su cuenta los productos cosechados en las huertas de la colonia, pues esos se esperaba fueran vendidos en los mercados locales por la proveeduría de la colonia.
De acuerdo con el plan original, María Auxiliadora era la primera de una serie de migraciones planeadas por el líder de la UNS. Las 85 familias fundadoras salieron de distintos puntos del centro de la República el 18 de diciembre de 1941. Llegaron a La Paz el 29 de diciembre, de donde partirían el 2 de enero de 1942 para ocupar, finalmente, los terrenos nacionales que el gobierno les había entregado, en la segunda y tercera semana de enero de 1942.

### Crisis
Durante 1942 y 1943 Abascal desplegó todo su ingenio para tratar de sacar adelante el proyecto dado que las ayudas originalmente ofrecidas por el gobierno federal de México, por la UNS, por la jerarquía católica mexicana y por grupos de católicos y/o sinarquistas radicados en Estados Unidos llegaron con cuentagotas y en cantidades mucho menores a las originalmente pactadas. Paradójicamente, de acuerdo con Pablo Serrano, sería Francisco J. Mújica, en ese entonces administrador del territorio, quien ofrecería un apoyo más constante a la colonia.
La situación a finales de 1943 era ya insostenible, por lo que colonia encontró su abrupto fin en mayo de 1944, cuando las intrigas de la jefatura nacional de la UNS y la jerarquía católica nacional hicieron insostenible la situación en la colonia. En la colonia solo llegaron cincuenta y cuatro familias, siendo que el plan original era la llegada de cuarenta o cincuenta mil personas.

### Actualidad
En años posteriores siguieron migrando familias a esta colonia, y en la actualidad, sigue siendo una pequeña pero estable colonia de productores agrícolas, ganaderos y pescadores, que recibió su pavimentación en el año 2005, gestionada por el entonces secretario de Gobernación Carlos Abascal Carranza, hijo del licenciado Salvador Abascal Infante (y este es el nombre de la calle principal y donde fue construido un monumento de él).

## Infraestructura
El paisaje de la zona es favorable para la huerta y la agricultura, y no presenta zonas de basurales ilegales, asentamientos ilegales, ni zonas industriales. Una de los principales zonas de reunión en la zona es su Iglesia.

### Educación
La colonia cuenta con una sola escuela pública Escuela primaria Miguel Hidalgo. Esta cuenta con 11 alumnos, de los cuales 5 son mujeres y 6 son hombres y cuenta con 1 maestros para el ciclo  2023 - 2024.
El estudio de secundaria lo realizan en el poblado vecino de Ignacio Zaragoza. 

### Transporte
La Colonia María Auxiliadora esta conectada por el Ramal a María Auxiliadora a la Carretera Federal 1 que permite la conectividad con Ciudad Constitución, Ciudad Insurgentes e Ignacio Zaragoza.